# Ammobates roseus
Ammobates roseus är en biart som beskrevs av Morawitz 1895. Ammobates roseus ingår i släktet Ammobates och familjen långtungebin. Inga underarter finns listade i Catalogue of Life.